# Giorgio Tonzig
Giorgio Tonzig (Padova, 4 giugno 1971) è un ex cestista italiano.
Assieme a Leonardo Busca e Gherardo Bonetto è considerato il giocatore simbolo del basket padovano a cavallo degli anni 80-90.
È il figlio del cestista Alberto Tonzig.

## Carriera
Comincia nella Floor Petrarca giocando in Serie A2 nei primi anni novanta. Nel 1998 avviene il grande salto in Serie A1 con la Mabo Pistoia. Successivamente scende di categoria con la Scandone Avellino.
Nella stagione 1999-2000 fa ritorno a Padova rimanendoci sino al 2002-03, anno in cui ha militato nella Libertas Forlì in B2.
Negli anni a seguire giocherà nelle serie minori con Gorizia, Albignasego, Bergamo, Pro Pace Padova e Felmac Limena.
Dopo aver disputato una stagione a Marostica in Serie B Dilettanti nel 2009-10, nel 2011 torna a giocare nella Virtus Cave.